# Паренхиматозные диспротеинозы
Паренхимато́зные диспротеино́зы — дисметаболические (дегенеративные, дистрофические) процессы с преимущественным нарушением обмена белков, развивающиеся первично в паренхиматозных клетках органов.

## Классификация
К паренхиматозным диспротеинозам относятся следующие патологические процессы:
1. Гиали́ново-капельная дистрофи́я (внутриклеточный гиалино́з)
2. Гидропи́ческая (вакуольная, водяночная) дистрофи́я
3. Роговая дистрофи́я
4. Первичные аминоацидопати́и

По современным представлениям только внутриклеточный гиалиноз и роговая дистрофия могут быть отнесены к паренхиматозным протеинопатиям, т.к. при этих процессах нарушается обмен белков (альбуминов и глобулинов крови, реабсорбируемых канальцевыми нефроэпителиоцитами при нефротическом синдроме; цитокератинов гепатоцитов при алкогольных поражениях печени; зрелого кератина). При первичных аминоацидопатиях происходит нарушение метаболизма прежде всего аминокислот. Зернистая и гидропическая дистрофии представляют собой морфологические варианты повреждения клетки, в процессе которого нарушается обмен всех веществ, а не только белков. Тем не менее, приведённая типология паренхиматозных диспротеинозов в отечественной патологической анатомии сложилась исторически и широко используется в практической работе патологоанатомов.

## Гиалиново-капельная дистрофия
Гиали́ново-капельная дистрофи́я (внутриклеточный гиалино́з) — появление в цитоплазме паренхиматозных клеток белковых капель, окрашивающихся однородно и интенсивно кислыми красителями, т.е. имеющих тинкториальные свойства гиалина.
Специфические для данного типа дистрофии макроморфологические признаки отсутствуют. Внешне орган выглядит соответственно характеру основного заболевания, при котором развивается внутриклеточный гиалиноз (алкогольный гепатит, цирроз печени, различные заболевания почек и т.п.). Внутриклеточный гиалиноз распознаётся при микроморфологическом исследовании ткани поражённого органа. Чаще процесс обнаруживается в почках и печени.

### Гиалиново-капельная дистрофия эпителия почечных канальцев
В почках гиалиново-капельная дистрофия развивается при различных заболеваниях (нефриты, амилоидоз, опухоли, нефролитиаз и т.д.), сопровождающихся нефротическим синдромом.

#### Нефротический синдром
Нефротический синдром характеризуется тремя основными признаками: (1) протеинурией, (2) гипопротеинемией и (3) онкотическими отёками. Протеинурия — потеря белка с мочой вследствие повышенной проницаемости клубочкового фильтра при тех или иных поражениях почечной ткани. Гипопротеинемия (уменьшение содержания белка в плазме крови) при нефротическом синдроме возникает в результате протеинурии. Онкотические отёки — отёки, развивающиеся на фоне гипопротеинемии, и следовательно, низкого онкотического давления крови.
При этом в эпителии канальцев, прежде всего проксимальных, появляются многочисленные гиперацидофильные белковые капли. Белковый материал поступает в цитоплазму эпителиоцитов из первичной мочи, богатой белком, благодаря процессам реабсорбции. Другими словами, при гиалиново-капельной дистрофии канальцевого нефроэпителия цитоплазматический гиалин имеет внеклеточное происхождение (он не синтезирован клетками, содержащими его, а поступает путём пиноцитоза). Задержка в цитоплазме белкового материала происходит вследствие истощения возможностей эпителиоцита расщеплять в лизосомах реабсорбируемый белок, в то время как пиноцитоз его активно продолжается. Гиалиново-капельная дистрофия клеток почечных канальцев, таким образом, является микроморфологическим выражением длительной протеинурии, когда клетка утрачивает компенсаторные возможности по утилизации поглощаемого из содержимого канальца белка. На ранних стадиях процесс обратим (паранекроз), на поздних — необратим (некробиоз, некрофанероз): при этом эпителиоцит, цитоплазма которого заполнена многочисленными гиалиновыми каплями, препятствующими нормальному метаболизму, разрушается обычно путём онкоза на фоне прогрессирующего энергодефицита.

### Гиалиново-капельная дистрофия гепатоцитов
В печени внутриклеточный гиалиноз встречается прежде всего при алкогольных поражениях (адаптивная алкогольная гепатомегалия, алкогольный стеатоз, острый и хронический алкогольный гепатит, алкогольный цирроз печени).

#### Тельца Мэллори и «алкогольный гиалин»
Гиалиновые капли появляются в цитоплазме гепатоцитов. Они называются тельцами Мэ́ллори (тельцами Ма́ллори) в честь известного американского патологоанатома. Белковый материал, образующий тельца первоначально считался аномальным (не встречающимся в норме) и был назван «алкогольным гиалином», однако позже установлено, что гиалин телец Мэллори представляет собой цитокератины (белки промежуточных филаментов эпителиальных клеток). Следовательно, данный тип кумулятивной дистрофии развивается по механизму извращенного синтеза. Синтез этих белков цитоскелета под влиянием длительно воздействующего этанола происходит в некоторых гепатоцитах особенно активно. Образованные в большом количестве фибриллярные белки формируют очаговое скопление, как правило, располагающееся парануклеарно (вблизи ядра). Обычно в клетке находится одно тельце Мэллори, два и более встречаются редко.
При гиалиново-капельной дистрофии гепатоцитов, в отличие от аналогичного процесса в клетках почечных канальцев, цитоплазматический гиалин имеет эндогенное происхождение (синтезирован самой клеткой), границы капель в основном не такие чёткие, форма не всегда округлая. Метаболическим процессам в цитоплазме небольшие тельца Мэллори существенно не препятствуют, однако крупные тельца, на построение которых гепатоцит расходует значительные ресурсы, вызывают необратимые изменения (клетка при этом может разрушиться как путём онкоза, так и апоптоза).

## Гидропическая и баллонная дистрофия
Гидропи́ческая дистрофи́я (вакуо́льная дистрофия, водя́ночная дистрофия) — отёк паренхиматозных клеток. Умеренный внутриклеточный отёк является паранекротическим (обратимым) процессом.  Выраженная гидропическая дистрофия (баллонная дистрофия) расценивается как фокальный колликвационный некроз клетки и завершается её гибелью (некробиоз, некрофанероз).
Гидропическая дистрофия является одним из самых распространённых дегенеративных изменений, выявляемых патологоанатомическими методами. Процесс развивается, как правило, в результате прогрессирующего энергодефицита на фоне гипоксии. При этом прежде всего нарушается функция плазмолеммальной K-Na-АТФазы, и в клетку против градиента концентрации поступает избыточное количество ионов натрия, и следовательно, воды. Натрий (в основном внеклеточный катион) обладает существенно более выраженной осмотической активностью по сравнению с ионами калия (внутриклеточный ион). Поступающая в клетку вслед за натрием вода концентрируется сначала в цистернах эндоплазматической сети и комплекса Гольджи. Они увеличиваются, содержимое их становится светлым (электронно-прозрачным); они названы «вакуолями» по аналогии с вакуолями растительных клеток. При прогрессировании гидропической дистрофии «вакуоли» становятся крупнее, могут сливаться и заполнять значительную часть цитоплазмы клетки. Клетка также увеличивается. Позже вода накапливается в митохондриях («набухание митохондрий»), в лизосомах и в ядре («дисфункциональное набухание ядра»). Мембраны «вакуолей» рано или поздно разрушаются и содержимое изменённых органелл, в том числе лизосом, оказывается в гиалоплазме. Среда гиалоплазмы на фоне энергодефицита становится кислой (внутриклеточный ацидоз) за счёт органических кислот, образующихся в большом количестве в ходе гликолиза, поэтому лизосомальные энзимы активируются и расщепляют биополимеры в повреждённой клетке, что приводит её к гибели (онкоз).
При обычном микроскопическом исследовании тканевых срезов, окрашенных гематоксилином и эозином, гидропическая дистрофия характеризуется (1) увеличением клетки и (2) светлой, не воспринимающей красители цитоплазмой. В ранних стадиях процесса видны многочисленные оптически-пустые «вакуоли» в виде тесно расположенных пузырьков с довольно чёткими границами. Вид цитоплазмы при этом сравнивают с мыльной пеной («пенистая цитоплазма»). При специальных окрасках на жир в содержимом вакуолей липиды не обнаруживаются.

### Ошибочное использование термина
К сожалению, даже в научной литературе термин «гидропическая дистрофия» иногда используется неправильно. Встречаются два типа некорректного применения термина: обозначение им (1) отёка любой клетки, а не только паренхиматозной (например, гидропическая дистрофия макрофага или фибробласта) и (2) отёка ткани в целом (например, гидропическая дистрофия мозговых оболочек или печени).

## Роговая дистрофия
Рогова́я дистрофи́я — нарушение процесса ороговения (кератинизации) специализированных клеток, прежде всего эпидермоцитов, или развитие его в клетках, в норме не ороговевающих.

### Классификация
I. Избыточное ороговение
1. Гиперкератоз
2. Кератоз слизистых оболочек.

II. Недостаточное ороговение (гипокератоз).

### Формы роговой дистрофии
Гиперкерато́з — избыточное ороговение кожи. Макроморфологически кожа в участках гиперкератоза обычно утолщена, уплотнена и приподнята над поверхностью. Цвет очагов избыточного ороговения, как правило, бледно-серый; при накоплении меланина участки гиперкератоза приобретают грязно-серый, серо-коричневый и даже почти чёрный цвет. Выраженность гиперкератоза и его распространённость существенно отличаются при разных заболеваниях. При микроморфологическом исследовании роговые массы чаще покрывают эпидермис, в котором обнаруживаются реактивные изменения, однако нередко очаги ороговения располагаются в толще эпидермиса («роговые жемчужины»).
Кератоз слизистых оболочек и лейкоплакия. Слизистые оболочки в норме не ороговевают, за исключением слизистой оболочки полости рта, которая является частично ороговевающей (язык, десна, нёбо).
Выделяют первичный и вторичный кератоз слизистых оболочек. Первичный кератоз слизистых оболочек называется лейкоплаки́ей. Вторичный кератоз является неспецифическим признаком каких-либо заболеваний (например, кератоз слизистой оболочки полости рта при красной волчанке, склеродермии). Лейкоплакия рассматривается (1) как самостоятельная нозологическая форма (простая, эрозивно-язвенная, веррукозная, мягкая лейкоплакия слизистой оболочки полости рта, лейкоплакия эктоцервикса) или (2) специфический признак некоторых заболеваний (волосовидная лейкоплакия при ВИЧ-инфекции, лейкоплакия Таппейнера при интенсивном длительном курении).
Ихтиоз. Наследственная форма избыточного ороговения носит название ихтио́з. При этом в различных сочетаниях развиваются как гиперкератоз, так и кератоз слизистых оболочек. Ихтиоз обнаруживается при некоторых наследственных заболеваниях и синдромах.
Недостаточное ороговение. При ряде заболеваний продукция зрелого рогового вещества существенно снижается. Классическим примером является гипокератоз при псориазе. Внешне псориатические бляшки создают впечатление очагов гиперкератоза. Однако роговое вещество активно пролиферирующих при этом заболевании эпидермоцитов в достаточном количестве не созревает.
«Раковый жемчуг». Иногда к роговой дистрофии относят очаги ороговения в злокачественных опухолях («раковый жемчуг»). Такие изменения наиболее характерны для высокодифференцированной плоскоклеточной карциномы.

## Первичные аминоацидопатии
Первичные аминоацидопати́и — наследственные заболевания, при которых первично нарушается обмен аминокислот. Часть первичных аминоацидопатий относится к тезаурисмозам.

### Классификация
I. Нарушение обмена фенилалани́на и тирози́на
1. Фенилкетонури́я (болезнь Фёллинга, гиперфенилаланинеми́я)
2. Тирозино́з (болезнь Гье́ссинга, гипертирозинеми́я)
3. Алкаптонури́я (охроно́з).

II. Нарушение обмена серосодержащих аминокислот
1. Гомоцистинури́я
2. Цистино́з (болезнь Абдерга́льдена—Линья́ка—Ка́уфмана—Фанко́ни)
3. Недостаточность метиони́н-активирующего энзи́ма.

III. Нарушение обмена глици́на (гликоко́ла, аминоацета́та)
1. Первичный оксало́з
2. Иминоглицинури́я.

IV. Нарушение обмена других аминокислот
1. Болезнь Ха́ртнапа
2. Болезнь кленового сиропа (болезнь мочи с запахом кленового сиропа)
3. Болезнь де То́ни—Дебре́—Фанко́ни.

К основными заболеваниям в данной группе относятся фенилкетонурия, цистиноз, тирозиноз, алкаптонурия (охроноз) и болезнь Хартнапа.

### Фенилкетонурия
Впервые заболевание описал норвежский врач И́вар А́сбьёрн Фё́ллинг. Причиной фенилкетонурии является наследственная недостаточность фенилаланин-4-гидроксилазы, катализирующей превращение фенилаланина в тирозин. В результате в организме происходит накопление фенилаланина и продуктов его распада (прежде всего фенилпирувата и фенилацетата). Фенилкетонурия может привести к тяжёлому поражению головного мозга и олигофрении (врождённому слабоумию), если дети с первых дней жизни не переводятся на специальную диету (лишённую фенилаланина). Таким образом, «фенилпировиноградная олигофрения» — не синоним фенилкетонурии, а обозначение наиболее тяжёлой её формы.
Первые признаки заболевания, как правило, появляются на четвёртом месяце жизни ребёнка. Характерен запах пота (мышиный, волчий) из-за наличия фенилацетата. Наиболее токсичным дериватом фенилаланина является фенилпировиноградная кислота (фенилпируват). Она вызывает гибель нейронов головного мозга. Объём мозга при этом меньше, чем у здоровых детей соответствующего возраста (микроцефалия). Больные фенилпировиноградной олигофренией могут дожить до 20—30 лет. Кроме того, для фенилкетонурии характерны гипомеланоз (светлые волосы, светлая кожа, голубые глаза) и крупные резцы с широкими промежутками между ними (диастемой).

### Тирозинемия
Заболевание описал норвежский врач Лейв Ро́львссон Гье́ссинг. Накопление тирозина в тканях при этом заболевании происходит вследствие дефицита фермента, под влиянием которого тирозин разрушается. В основном страдают печень и почки. Различают острую и хроническую формы заболевания. При острой форме дети умирают в периоде новорождённости или в грудном возрасте; при хронической форме больные живут дольше (как правило, первые симптомы появлются только на втором году жизни).

### Алкаптонурия (охроноз)
В основе заболевания лежит дефицит фермента, разрушающего гомогентизиновую кислоту (промежуточный метаболит обмена фенилаланина и тирозина). Болезнь проявляется, как правило, в возрасте 30—50 лет (заболевание наследственное, но не врождённое). У больных моча при стоянии на воздухе приобретает чёрный цвет («пигмент охроноза») в результате окисления гомогентизиновой кислоты кислородом воздуха.
Кожа носа, подмышечных впадин, наружных половых органов, а также конъюнктива, склера и слизистая оболочка полости рта приобретают коричневую окраску. Пигмент откладывается также во внутренних органах и в хрящевой ткани. Наиболее тяжёлые изменения наблюдаются в почках (нефросклероз).

### Цистиноз
Активное изучение патогенеза цистиноза проведено швейцарским физиологом и биохимиком Эмилем Абдерга́льденом (1877—1950).  При этом заболевании в тканях накапливается цистин в виде кристаллов и аморфных масс. Прежде всего поражаются почки. В них образуются цистиновые камни.
Различают три формы цистиноза: (1) детскую форму (больные при отсутствии лечения погибают в детском возрасте), (2) промежуточный вариант (больные доживают до 20—30 лет) и (3) взрослый тип (больные живут примерно до 50 лет).

### Болезнь Хартнапа
Эдвард Хартнап — первый пациент с установленным диагнозом заболевания, родители которого были двоюродными братом и сестрой. В основе болезни лежит недостаточность реабсорбции в почках различных аминокислот, в результате чего аминокислоты быстро теряются с мочой. Особенно неблагоприятно это сказывается на обмене незаменимых аминокислот. Кроме того, при болезни Хартнапа в тонком кишечнике угнетено всасывание триптофана, поэтому наиболее выраженными являются расстройства обмена триптофана. Поражение головного мозга обусловливает олигофрению и атаксию (нарушение координации движений вследствие поражения ткани мозжечка). Характерен фотодерматит — воспалительные изменения кожи с пигментацией, развивающиеся вследствие повышенной чувствительности к солнечному ультрафиолету.